# Домашовський щебзавод
Домашовський щебзавод (рос. Домашовский щебзавод) — село в Мещовському районі Калузької області Російської Федерації.
Населення становить 208 осіб. Входить до складу муніципального утворення Селище Молодіжний.

## Історія
Від 2004 року входить до складу муніципального утворення Селище Молодіжний.

## Населення
1. Н/Д[2]